# بير نيلسون

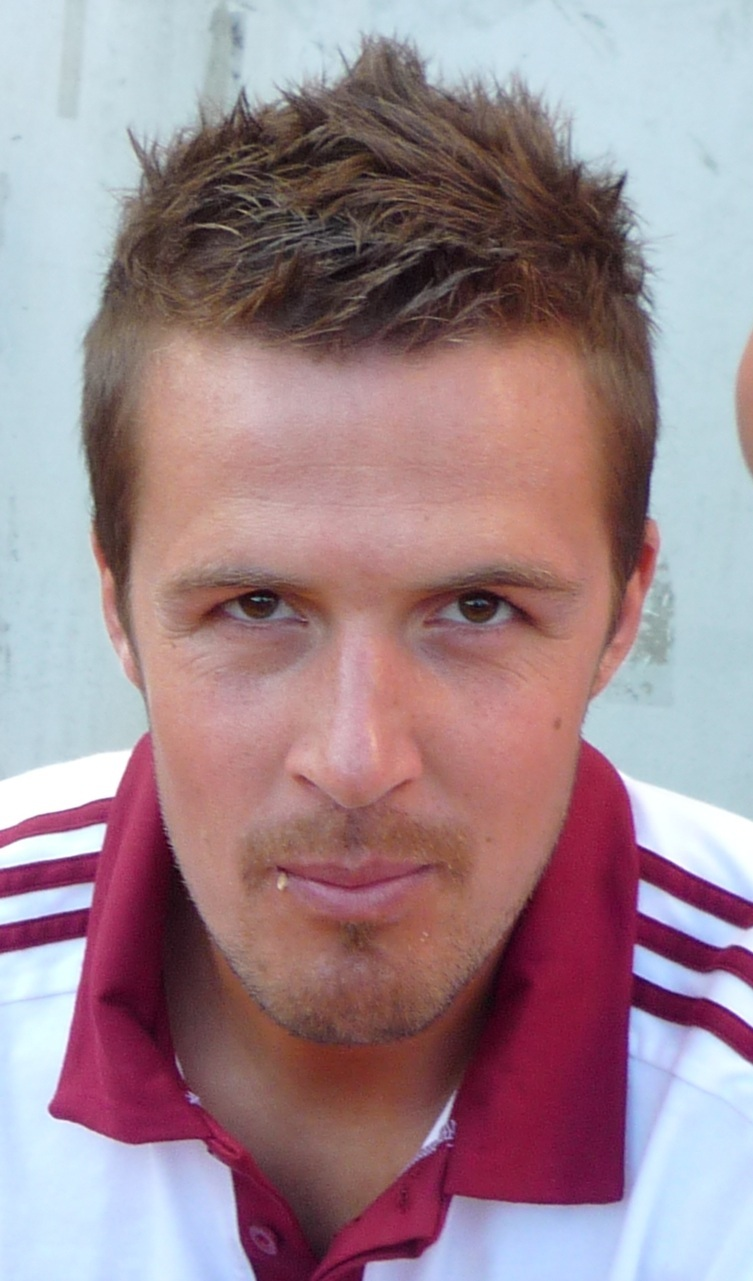

بير نيلسون (بالسويدية: Per Nilsson)‏ (مواليد 15 سبتمبر 1982 في هارنوساند - السويد) لاعب كرة قدم سويدي يلعب حاليا لصالح نادي الدرجة الأولى نورمبرغ الألماني منذ 2010 في مركز قلب الدفاع .

## روابط خارجية
- بير نيلسون على موقع اتحاد السويد (السويدية)
- بير نيلسون على موقع قاعدة بيانات كرة القدم.إي يو (الإنجليزية)
- بير نيلسون على موقع بيانات كرة القدم. دي إي (الألمانية)
- بير نيلسون على موقع ناشيونال فوتبول تيمز (الإنجليزية)
- بير نيلسون على موقع Soccerway.com (الإنجليزية)
- بير نيلسون على موقع عالم كرة القدم.نت (الإنجليزية)
- بير نيلسون على موقع كووورة
- بير نيلسون على موقع AS.com (الإسبانية)